# Dia dels Orangemen
El Dotzè (també anomenat el Gloriós Dotzè o Dia dels Orangemen. En anglès, The Twelfth) és una celebració protestant d'Irlanda del Nord celebrada el 12 de juliol. Es va celebrar per primera vegada a la fi del segle xviii a l'Ulster o Irlanda del Nord. Celebra la Revolució Gloriosa (1688) i la victòria del rei protestant Guillem d'Orange sobre el rei catòlic Jaume II a la batalla del Boyne (1690), que va començar l'ascendència protestant a Irlanda. La festa és precedida, la nit anterior, per les fogueres de l'Eleventh Night.